# Barbara Hendricksová
Barbara Anne Hendricksová (* 29. dubna 1952 Kleve) je německá sociálnědemokratická politička.
Od 17. prosince 2013 do března 2018 zastávala ve třetí vládě Angely Merkelové funkci federální ministryně pro životní prostředí, ochranu přírody, stavebnictví a bezpečnost reaktorů.
V lednu 2014 rozhovoru pro noviny veřejně přiznala, že žije se ženou. Podle berlínského deníku Der Tagesspiegel se tak stala vůbec první spolkovou ministryní v Německu, která se veřejně přihlásila k lesbické orientaci.